# Грехи в православии
Православная церковь придерживается общего христианского вероучения, что существует ряд деяний, которые являются греховными и недостойными христианина. Классификация деяний по этому признаку основывается на библейских текстах и интерпретации церкви. В случае, если верующий искренне раскается в совершённом грехе, то после исповеди грех считается отпущенным, то есть прощённым.

## Природа греха
В православии грех является противоестественным состоянием человека:
- «Грех есть добровольное отступление от того, что согласно с природой, в то, что противоестественно (противоприродно)» (Иоанн Дамаскин).
- «Грех есть уклонение от цели назначенной человеку по природе» (Феофилакт Болгарский).

По мнению богослова А. И. Осипова, грехи являются следствием грехопадения человека, однако, в отличие от первородной греховности, человек несёт за них прямую ответственность, поскольку должен бороться с ними и одолевать их. Это мнение связано с библейским утверждением, что нет человека «кто живет и не согрешает, и что никто не чист от скверны, даже если и один день проживет на земле» (Иов. 14:4-5). Также, основываясь на Евангелии, Церковь считает, что одолеть греховные страсти без Божьей помощи, самостоятельно, человеку невозможно: «ибо без Меня не можете делать ничего» (Ин. 15:5).
Согласно Иоанну Златоусту:
ни Крещение, ни отпущение грехов, ни ведение, ни приобщение Таин, ни священная трапеза, ни сподобление Тела, ни приобщение Крови и ничто другое не может принести нам никакой пользы, если мы не станем вести жизнь честную, строгую и чуждую всякого грехаИоанн Златоуст
О необходимости постоянной борьбы человека с собственными грехами пишет и преподобный Пимен Великий: «Когда горшок снизу подогревается огнём, то ни муха, ни иное какое-либо насекомое не может прикоснуться к нему; когда же простынет, то садится на него; то же бывает и с человеком: пока он пребывает в духовном трезвении, пока он следит за своим сердцем, — невидимый враг не может поразить его».

## Перечень грехов
В православной церкви нет общепризнанного полного списка («канона») грехов, так же, как нет их строгой классификации. Например, гордыня — грех и против Бога, и против ближнего, и даже (в конечном счёте) против самого же себя. Кроме того, гордыня содержится во множестве других грехов, точнее сказать, во всех, так же, как в гордыню включаются и тщеславие, и надменность и многие другие грехи, страсти и пороки: «Кто соблюдает весь закон и согрешит в одном чем-нибудь, тот становится виновным во всем» (Иак. 2:10).
В православии гордыня считается наиглавнейшим грехом против Бога.

Протодиакон А. В. Кураев отмечает, что 
Самым страшным грехом, конечно, считается самоубийство. Потому что он уже неисправим. Это единственный грех, в котором невозможно раскаяться и, следовательно, получить прощение от Бога и спасение души. Разведясь, супруги могут соединиться, украденное можно вернуть, а вот самоубийство уже исправить нельзя. Чёткой градации остальных грехов в православии не существует.